# 감의성
감의성(闞義成, ? ~ 478년)은 감씨고창의 제2대 왕(477년 ~ 478년)이다. 477년, 아버지 감백주가 죽자 즉위하였고, 이듬해 478년에 형인 감수귀에게 살해되었다. 감수귀가 자립하여 왕이 되었다.